# NGC 7554
NGC 7554 est une galaxie elliptique compacte située dans la constellation de Poissons. Sa vitesse par rapport au fond diffus cosmologique est de 7 638 ± 26 km/s, ce qui correspond à une distance de Hubble de 122,7 ± 7,9 Mpc (∼400 millions d'al). NGC 7554 a été découverte par l'astronome américain Albert Marth en 1864.
Sauf sa distance et ses coordonnées, on connait peu de chose au sujet de cette galaxie. Elle apparaît près de la galaxie NGC 7556, qui est d'une taille apparente beaucoup plus grande.